# Rhipidomys austrinus
Rhipidomys austrinus és una espècie de mamífer rosegador de la família dels cricètids. Viu a altituds d'entre 350 i 2.600 msnm al centre-oest de Bolívia i el nord-oest de l'Argentina. Es tracta d'un animal nocturn i arborícola. Els seus hàbitats naturals són les iungues primàries i secundàries, les plantacions i els camps de conreu. És una espècie en risc mínim, és a dir, no sembla que hi hagi cap amenaça significativa per a la seva supervivència.